# Wargosuchus
Wargosuchus is een geslacht van uitgestorven baurusuchide Mesoeucrocodylia uit het Laat-Krijt van Argentinië. Het is bekend van een fragmentarische schedel uit de Bajo de la Carpa-formatie uit het Santonien van de Neuquén-groep, gevonden in de buurt van Neuquén, in de provincie Neuquén, en werd in 2008 beschreven door Agustín Martinelli en Diego Pais. De enige benoemde soort is Wargosuchus australis.
De geslachtsnaam is afgeleid van de warg, een demonisch monster uit het werk van Tolkien. De soortaanduiding betekent 'zuidelijk' in het Latijn.
Wargosuchus is gebaseerd op holotype MOZ-PV 6134, een gedeeltelijke rechterpremaxilla en maxilla, en gedeeltelijk schedeldak. Martinelli en Pais onderscheidden Wargosuchus van andere Mesoeucrocodylia door schedeldetails, zoals een diepe groef op de middenlijn van de voorhoofdbeenderen, een grote verlaging vóór de bulbus olfactorius en vergroting van de laatste tand van de premaxilla gevolgd door een diepe put voor de volgende tand van de onderkaak. Het dier had een robuuste schedel. Het deelde zijn omgeving met vier andere taxa van Mesoeucrocodylia: de gewone Notosuchus en de zeldzame Cynodontosuchus, Lomasuchus en Gasparinisuchus.